# Syconycteris hobbit
Syconycteris hobbit é uma espécie de morcego da família Pteropodidae. Pode ser encontrada na Nova Guiné Ocidental (Indonésia) e Papua-Nova Guiné.